# Ankeleenjärvi
Ankeleenjärvi är en sjö i Finland. Den ligger i kommunen Pieksämäki i landskapet Södra Savolax, i den södra delen av landet, 250 km nordost om huvudstaden Helsingfors. Ankeleenjärvi ligger 104,9 meter över havet. Den är 20,22 meter djup. Arean är 2,5 kvadratkilometer och strandlinjen är 13,65 kilometer lång. Sjön  ingår i Vuoksens huvudavrinningsområde.   I omgivningarna runt Ankeleenjärvi växer i huvudsak blandskog.
I övrigt finns följande i Ankeleenjärvi:
- Pitkäsaari (en ö)
- Kutusaari (en ö)